# Amor y matemáticas
Amor y matemáticas es una película de comedia mexicana de 2022 dirigida por Claudia Sainte–Luce y escrita por Adriana Pelusi. Protagonizada por Roberto Quijano. Tuvo su estreno internacional el 10 de septiembre de 2022 en el Festival Internacional de Cine de Toronto en la sección Contemporary World Cinema.

## Sinopsis
Billy es un cantante que tuvo mucho éxito en el pasado, actualmente está casado y tiene un hijo, pero se siente frustrado e inmerso en una rutina, hasta la llegada de una vieja fan.

## Reparto
Los actores que participaron en esta película son:
- Roberto Quijano como Billy
- Diana Bovio como Mónica
- Marco Alfonso Polo como Guerra
- Homero Guerra

## Lanzamiento
Tuvo su estreno internacional el 10 de septiembre de 2022, en el Festival Internacional de Cine de Toronto, luego se estrenó el 6 de noviembre de 2022, en el Festival de Cine de La Habana, Nueva York. Se estrenó el 10 de marzo de 2023 en la 30.ª edición del Festival de Cine Latino de San Diego. Se estrenó el 13 de abril de 2023 en la 39.ª edición del Festival de Cine Latino de Chicago (película de apertura) y luego se estrenó 2 días después en el Festival Internacional de Cine de San Francisco.

## Reconocimientos
| Año  | Premio                                          | Categoría                                    | Recipiente          | Resultado | Ref.          |
| ---- | ----------------------------------------------- | -------------------------------------------- | ------------------- | --------- | ------------- |
| 2022 | Festival de Cine de La Habana Nueva York        | Mejor actor                                  | Roberto Quijano     | Ganador   | [ 16 ]        |
| 2023 | Festival de Cine de Gotemburgo                  | Mejor película internacional                 | Claudia Sainte-Luce | Nominada  | [ 17 ] [ 18 ] |
| 2023 | Festival Internacional de Cine de San Francisco | Premio Golden Gate - Competencia Cine Latino | Claudia Sainte-Luce | Nominada  | [ 19 ] [ 20 ] |